# Alisa Ozhogina Ozhogin
Alisa Ozhogina Ozhogin (Moscou, 31 d'octubre de 2000) és una nedadora espanyola, russa de naixement, en la disciplina de natació sincronitzada.
Filla de pares russos, és nascuda a Moscou, però es va criar a Sevilla, on és membre del Club Sincro. Va participar al Campionat d'Europa de Natació de 2020, celebrat a Budapest, on va classificar-se pels Jocs Olímpics de Tòquio obtenint la medalla de plata en rutina lliure i la de bronze en tècnic. Durant la competició va formar duet amb Iris Tió, amb qui va assolir la sisena posició a la final. Durant el preolímpic de Barcelona el duet va quedar segona. Com a membre de l'equip olímpic espanyol de natació artística va participar en la prova de duet de nou amb Tió. A les preliminars ambdues van quedar onzenes i van classificar-se per a les finals, on van quedar en desena posició. També participà en la competició per equips, en la qual va quedar setena.